# Résistine
La résistine est une hormone dont le nom provient de son effet tissulaire, l’insulinorésistance, induit par sa fixation sur les récepteurs à l’insuline des adipocytes, du foie et des muscles. Elle est de ce fait également responsable d’un hyperinsulinisme réactionnel. Au niveau du tissu graisseux, la résistine accélère la différenciation des pré-adipocytes en adipocytes.
La résistine est une adipokine qui appartient à la famille des protéines possédant un taux élevé de cystéines découverte en 2001 par l’équipe du Dr Mitchell A. de l’école de médecine de l’université de Pennsylvanie.

## Biologie cellulaire et moléculaire de la résistine
La résistine est une protéine qui fait partie d’une famille qu’on appelle « resitin–like » ou dans la famille des « FIZZ » (found in inflammatory zone). Son ARNm code une protéine de 114 acides aminés qui est située sur le chromosome 19 chez l’homme tandis que chez la souris elle code une protéine de 108 acides aminés et est sur le chromosome 8 avec un poids moléculaire de 12,5 KD. L’homologie entre ces deux protéines est de 64,4 %. Elle est constituée par des homodimères de lien disulfures. Elle est riche en cystéines. En effet, les résidus cystéines ont une affinité avec la partie N-terminal de cette protéine ce qui peut nuire à la dimérisation.
Chez l’homme la résistine est exprimée par la moelle osseuse, les macrophages ayant le rôle de transporteur de cette protéine vers les adipocytes. Chez la souris, la résistine est directement produite par les adipocytes. Ainsi, chez la souris elle est présente en grande quantité au niveau du tissu adipeux blanc contrairement à chez l’être humain car elle est se trouve en quantité moindre au niveau du tissu adipeux. Elle a été retrouvée également dans le tissu placentaire.

## Résistine et insulinorésistance
Le rôle de l’insulinorésistance a été découvert grâce à des expériences chez la souris. L'administration de résistine recombinante à des souris normales induit une résistance à l’insuline. Chez des souris obèses, l'administration d'un anticorps anti-résistine provoque une augmentation de la sensibilité à l’insuline. Ces résultats ont démontré l’implication de cette protéine dans la résistance à l’insuline.
Chez l’homme, le sujet est plus débattu.

## Résistine, obésité et diabète de type 2 ou non insulinodépendant
La résistine a été découverte en étudiant l’effet des thiazolidinediones (TZDs) qui sont des antidiabétiques oraux se liant aux récepteurs activés par les proliférateurs de peroxysomes γ. Ces derniers, en se liant à leurs récepteurs, activent des facteurs de transcription et sont ainsi exprimés dans le tissu adipeux car celui-ci est impliqué dans la résistance a l’insuline. La prise de TZDs semble diminuer le taux de résistine. Inversement, son taux est augmenté en cas d’obésité. Ces médicaments auraient donc un rôle dans l’inhibition de l’insulinorésistance et dans l’activation des récepteurs PPARγ.
Le diabète est une maladie en pleine expansion dans le monde et est caractérisée par un déficit de sécrétion de l’insuline par les cellules β pancréatiques et par une insulinorésistance. Devant l'augmentation des taux sériques de cette protéine chez les souris obèses et résistantes à l’insuline, la résistine pourrait avoir un rôle causal du diabète de type II lié au poids corporel.

## Résistine et inflammation
Chez l’homme, la résistine apparait comme un marqueur de l’inflammation. L’expression du gène de la résistine est régulé par des agents pro-inflammatoires comme le facteur de nécrose tumorale (TNFα), l’inhibiteur de l’activateur plasminogène (PAI-1), l’interleukine 6 (IL6) et les lipopolysaccharides (LPS). Il existe un lien probable entre le taux de résistine dans le sang et l’indice de poids corporel, une corrélation positive entre résistinémie et PAI-1,tandis qu’elle est négative avec le HDL. La résistine engendre des molécules d’adhésions des cellules endothéliales et un déplacement des cellules musculaires lisses vasculaires. Il existe également une corrélation le degré de calcification des artères coronaires qui est un index d’athérosclérose.